# Carex tumidula
Carex tumidula är en halvgräsart som beskrevs av Jisaburo Ohwi. Carex tumidula ingår i släktet starrar, och familjen halvgräs. Inga underarter finns listade i Catalogue of Life.